# 4 (число)
Вижте пояснителната страница за други значения на 4.
Четири е естествено число, предхождано от три и следвано от пет. С арабски цифри се изписва 4, с римски – IV (среща се и като IIII), а по гръцката бройна система – Δʹ. В поредица четири се превръща в четвърта, четвърти, четвърто (4-та, 4-ти, 4-то).

## Математика
- 4 е второто четно число (след 2).
- 4 е първото и най-малко съставно число.
- 4 е най-малкото число с 3 делителя.
- 4 = 2+2 = 2×2 = 2² = 2↑↑2 = 2↑↑↑2 ...
- 4 е второто квадратно число (след 1²) и е единственият точен квадрат, който е по-голям с 1 от просто число (от 3).
- 4 е второто тетраедрално число (след 1), тъй като е сума на първите две триъгълни числа (1 и 3).
- 4 е едно от трите числа, които са едновременно квадратни и тетраедрални (другите са 1 и 19 600).
- 24 = 42 = 16
- 4 е сборът на първите три факториела (0!+1!+2! = 4).
- 4 е сбор от първите две нечетни числа (1+3 = 4).
- 4 е броят на върховете и страните на тетраедъра (правилна триъгълна пирамида).
- Многоъгълник с 4 страни (и ъгли) се нарича четириъгълник, когато той е с равни страни се нарича ромб, когато е с равни ъгли (по 90°) се нарича правоъгълник, а когато и страните и ъглите са равни – квадрат (правилен четириъгълник).
- Второто триморфно число – 1, 4, 5, 6, 9, 24...
- 1/4 се нарича една четвърт или четвъртина.
- 4 е максималната степен за уравнения, които в общия случай са решими в радикали.
- 4-градиент.

## Наука
- Химичният елемент с атомен номер 4 (чието атомно ядро съдържа 4 протона) е берилий.
- 4 фазови състояния на веществото – твърдо тяло, течност, газ и плазма.
- Четиримерно пространство-време.
- ДНК се състои от 4 вида аминокиселини – аденин (А), тимин (Т), цитозин (Ц) и гуанин (Г).
- 4 са посоките на света (изток, запад, север и юг).
- Четвъртият месец на годината е април.
- Четвъртата планета в Слънчевата система е Марс.
- С-4 ('це четири', 'си фор') е известен експлозив.

## Философия
- Четири стихии в натурфилософията и езотериката – земя, вода, въздух и огън.
- Четири символа – свойства на взаимодействие на силите Ин-ян в китайската философия.

## История
- Четвърта френска република

## Религия, митология
- Четирилистната детелина е символ на късмет.
- Християнският кръст има 4 върха.
- Четири канонични евангелия в християнството.
- Тетраморф – крилато същество от виденията на пророк Йезекиил.
- Четирите благородни истини са едно от най-основните и важни учения в будизма.
- Четирите небесни царе в будизма.
- Четири стадии на просветлението в Теравада.
- Четири ангела, стоящи на четирите ъгъла на Земята и държащи четирите земни ветрове в Библията.
- Четирите конника на Апокалипсиса.
- На Изток числото 4 по аналогия на числото 13 на Запада се избягва. На китайски и японски звучи като думата за „смърт“, въпреки че се пише различно.[2]

## Изкуство
- Фа е четвъртата нота от гамата до мажор.
- Четвъртина нота е музикална нота, чието времетраене представлява 1/4 от това на цяла нота.
- Музикална група от 4 души и произведение за 4 инструмента се нарича квартет.
- Тетралогия е произведение на един автор, което се състои от 4 самостоятелни, но свързани с обща идея части.